# Principesa Maria Cristina de Savoia-Aosta
Prințesa Maria Cristina de Savoia-Aosta (n. 12 septembrie 1933, Trieste, Friuli-Veneția Giulia, Italia – d. 18 noiembrie 2023, São Paulo, São Paulo, Brazilia) a fost o prințesă italiană, a doua fiică a Prințului Amedeo, Duce de Aosta și a Prințesei Ana de Orléans.  După căsătoria cu Prințul Cazimir de Bourbon-Două Sicilii, ea a devenit prințesă a Două Sicilii.

## Biografie
Născută la Castelul Miramare din Trieste la 12 septembrie 1933, Maria Cristina a fost a doua fiică a Prințului Amedeo, Duce de Aosta și a Prințesei Ana de Orléans, care au fost veri primari și s-au căsătorit în 1927.  Sora ei mai mare a fost Margherita, arhiducesa de Austria-Este.  A primit numele de Maria Cristina Giusta Elena Giovanna și a fost botezată a doua zi după naștere în Castelul Miramare.  Nașii ei au fost Prințul Jean, Duce de Guise și Prințesa Hélène de Orléans. 
După ce tatăl ei a fost numit vicerege al Etiopiei italiene, Maria Cristina și-a petrecut o parte din copilărie în Africa.  S-a întors în Italia cu mama și sora ei cu puțin timp înainte de izbucnirea celui de-al Doilea Război Mondial. Tatăl ei a fost capturat de britanici și a murit de tifos la Nairobi la 3 martie 1942.  Mai târziu în acel an, ea a primit prima împărtășanie în Vatican, alături de sora ei mai mare.  La începutul războiului, ea a locuit în Palazzo Pitti din Florența.  În 1943, Germania a invadat Italia, iar mama ei a fost arestată în anul următor alături de Prințesa Irene, ducesa de Aosta. A fost închisă în Kleinwalsertal.   Vărul ei, Prințul Michael al Greciei și Danemarcei, a povestit cum germanii au amenințat-o cu o armă după ce ea a ridicat un pliant aruncat de un avion aliat.  În mai 1945, familia a fost eliberată  și s-a întors în Italia pe 7 iulie.  După referendumul care a abolit monarhia italiană, familia ei s-a mutat pentru scurt timp în Belgia și apoi în Elveția. 
Menținându-și legăturile cu elita europeană, Maria Cristina a devenit nașa nepotului ei, Prințul Lorenz al Belgiei la 28 decembrie 1955.  La 13 mai 1963, ea a devenit nașa prințului Guillaume de Luxemburg. 
La 29 ianuarie 1967, Maria Cristina s-a căsătorit cu prințul Cazimir de Bourbon-Două Sicilii în Jacarezinho, Brazilia.  Cei doi au avut patru copii: Luis Alfonso, Anna Cecilia, Elena și Alejandro.   În urma căsătoriei lor, cuplul a trăit în Brazilia înainte de a participa la împlinirea a 90 de ani de naștere a unchiului ei matern, Henri, Contele de Paris, la Amboise în 1998.  De atunci și până la pandemia de Covid-19, a locuit cu sora ei, Margherita, în Sartirana Lomellina, înainte ca Margherita să se mute în Elveția. 
Maria Cristina de Savoia-Aosta a murit în urma unei lungi boli în São Paulo, la 18 noiembrie 2023, la vârsta de 90 de ani. I-a supraviețuit soțul ei, patru copii și șase nepoți.

## Premii
- Doamnă, Marea Cruce a Sacrului Ordin Militar Constantinian Sfântul Gheorghe